# Qiyada
La qiyāda (in arabo ﻗﻴﺎﺩة‎?) era un'istituzione onorifica della tribù araba dei Quraysh di Mecca, unitamente alla Ḥijāba, alla Siqāya, alla Rifāda, al Liwāʾ e alla Nadwa.
Come le altre fu organizzata da Quṣayy e riguardava la conduzione dei guerrieri nelle imprese belliche continuamente impegnavano le tribù d'Arabia, dedite al piccolo brigantaggio e alla vendetta per antichi torti subiti o creduti tali.
Alla conduzione degli uomini in battaglia, al contrario delle altre cariche, era in genere prescelto un giovane raʾīs (capo) che, per vigore fisico e audacia, meglio si adattava a quel rischioso compito.